# El sonido de las cosas
El sonido de las cosas es una película dramática costarricense de 2016 dirigida por Ariel Escalante. Fue seleccionada como la entrada costarricense a la Mejor Película en Lengua Extranjera en los 90.ª de los Premios Óscar, pero no fue nominada.

## Sinopsis
Una joven enfermera lucha tras el suicidio de su prima

## Reparto
- Liliana Biamonte como Claudia
- Fernando Bolaños como Santiago
- Claudia Barrionuevo como Catalina